# MEN'S EX
『MEN'S EX』（メンズ・エグゼクティブ）は、株式会社Beginが発売している男性向けファッション雑誌である。1993年（平成5年）創刊。月刊誌で、毎月6日発売。
タイトルの「EX」には、「EXPRESS」「EXTRA」「EXECUTIVE」「EXCELLENT」「EXCITE」などの意味が込められている。
創刊時の誌名はメンズエクストラ。2003年にメンズ・イーエックスに改名した後、2020年よりメンズ・エグゼクティブとなる。
主に40代以上の男性をターゲットとしている。掲載内容はスーツスタイル中心で、小物、とりわけ欧米ブランドの靴に関する情報が充実しているのが特徴。靴にテーマを絞った増刊号も不定期に発売されている。また、2013年（平成25年）1 - 12月号には、特定ブランドの靴を集中的に取り上げた別冊付録が付属した。
2020年4月1日の世界文化社の持株会社体制への移行に伴い、新設分割された「株式会社Begin」が出版事業を行っている。

## 連載
- 松山猛
- 山野エミール
- 峰竜太
- 中村達也（ビームス広報）
- 中井貴一
- 加藤綾子